# Enciclopédia de Macau
A Enciclopédia de Macau (chinês tradicional: 澳門百科全書) é uma enciclopédia sobre Macau de língua chinesa, publicada pela Fundação Macau, uma instituição do governo de Macau. É a primeira enciclopédia na história de Macau, a obra abrange todos os aspectos de Macau como: história, cultura, religião, geologia, política, economia e status quo social. Incluindo também as informações de todos os governadores de Macau; a lusofonia asiática: a «identidade própria» e «cultura mista» sob a influência portuguesa.
A enciclopédia é escrita por mais de 70 eruditos de Macau e China, e editada por Chi-leung Ng e Wan-chong Ieong. A obra inicialmente foi publicada em novembro de 1999, apenas cerca de dois meses antes da transferência da soberania de Macau. A segunda edição, é uma edição revista e aumentada acrescida de novos verbetes, de acordo com as últimas pesquisas, foi publicada em abril de 2005.